# Quadrangle de Greenaway
Le quadrangle de Greenaway (littéralement :  quadrangle du cratère Greenaway), aussi identifié par le code USGS V-24, est une région cartographique en quadrangle sur Vénus. Elle est définie par des latitudes comprises entre 0° et 25° N et des longitudes comprises entre 120° et 150° E,. Il tire son nom du cratère Greenaway.

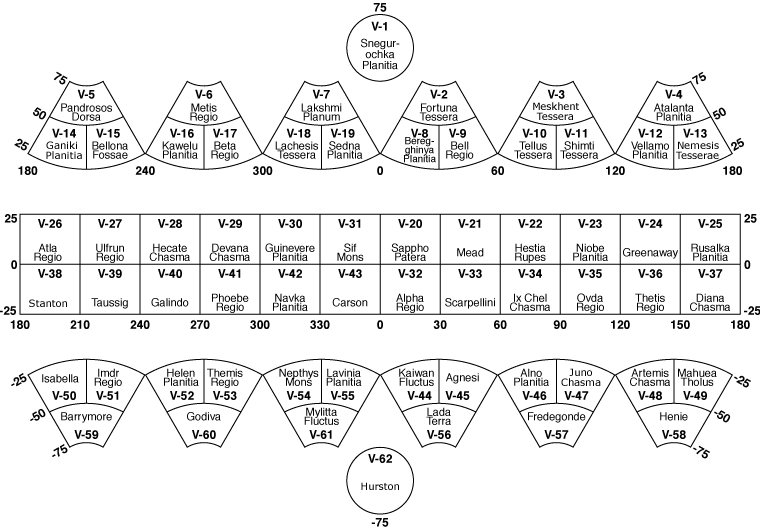
Quadrangles de Vénus (1/5.000.000)